# Glypta barri
Glypta barri là một loài tò vò trong họ Ichneumonidae.